# Ernst Reindel
Pour les articles homonymes, voir Reindel.
Ernst Reindel, né le 30 novembre 1899 à Magdebourg, mort le 15 janvier 1946 à Brest en Biélorussie, est un bourreau allemand actif sous le Troisième Reich, notamment à la prison Roter Ochse de Halle-sur-Saale (Saxe-Anhalt) et à la prison de Bützow-Dreibergen (Justizvollzugsanstalt Bützow (de)). On lui attribue un tiers des exécutions des condamnés à mort par les nazis. Reindel est considéré comme le « bourreau et boucher de Berlin » qui aurait pendu les hommes du complot du 20 juillet 1944 à Berlin-Plötzensee sur les ordres d’Hitler à des crochets à viande.

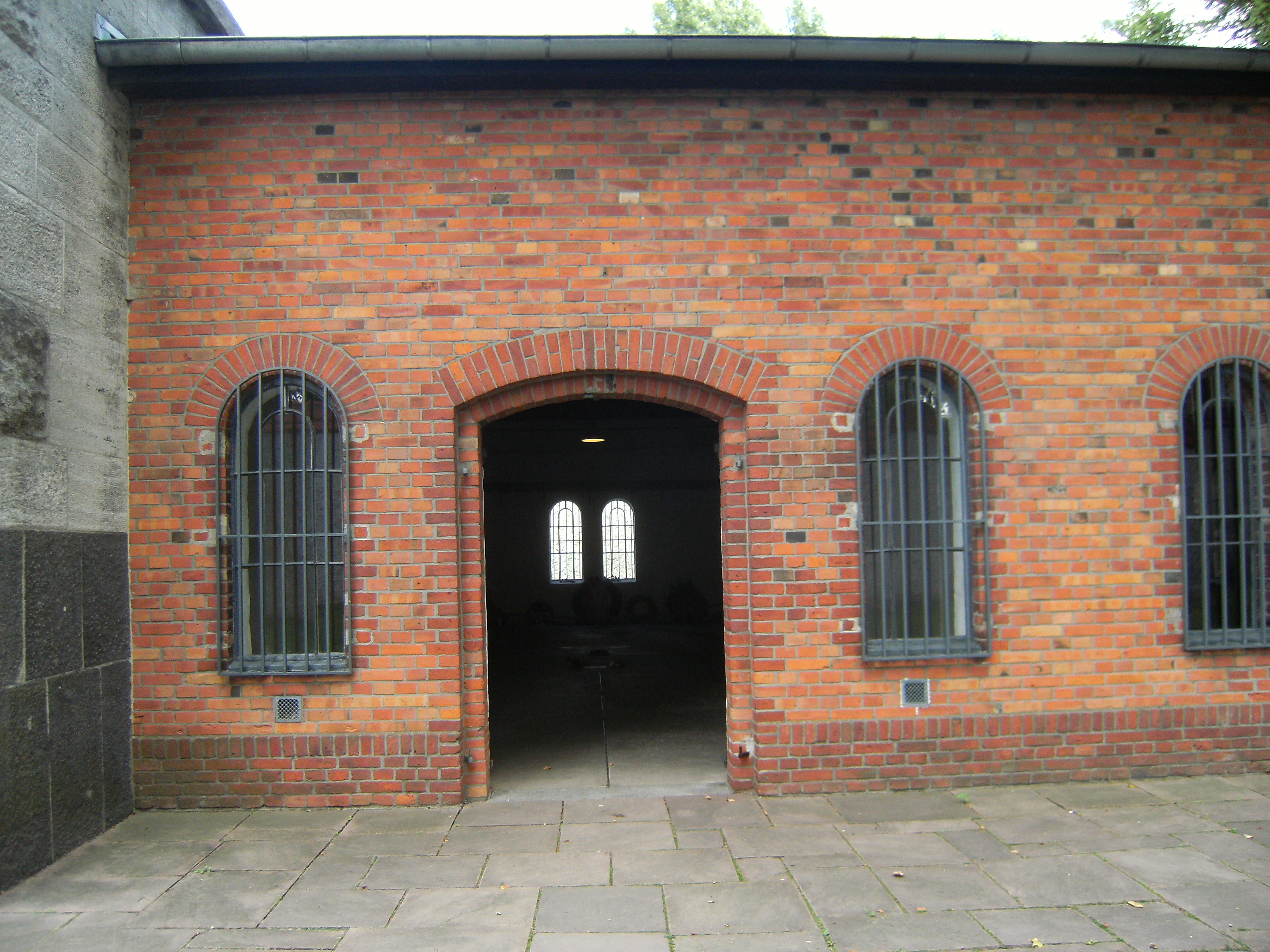
Ancienne salle d’exécutions de la NS de la prison de Plötzensee, 2010

## Biographie
Reindel est, au sein de l'Allemagne nazie, le seul cas connu de bourreau ayant volontairement mis fin à sa fonction. Il gagnait sa vie en tant que propriétaire d'un équarrissage à Gommern. Descendant d'une famille d'exécuteurs publics, il est le petit-fils du bourreau Friedrich Reindel.

## Carrière
Reindel a commencé sa carrière en Prusse comme aide du bourreau Carl Gröpler (1868–1946), Magdebourg, bourreau prussien de 1906 à 1937. En décembre 1936, il a remplacé Gröpler.

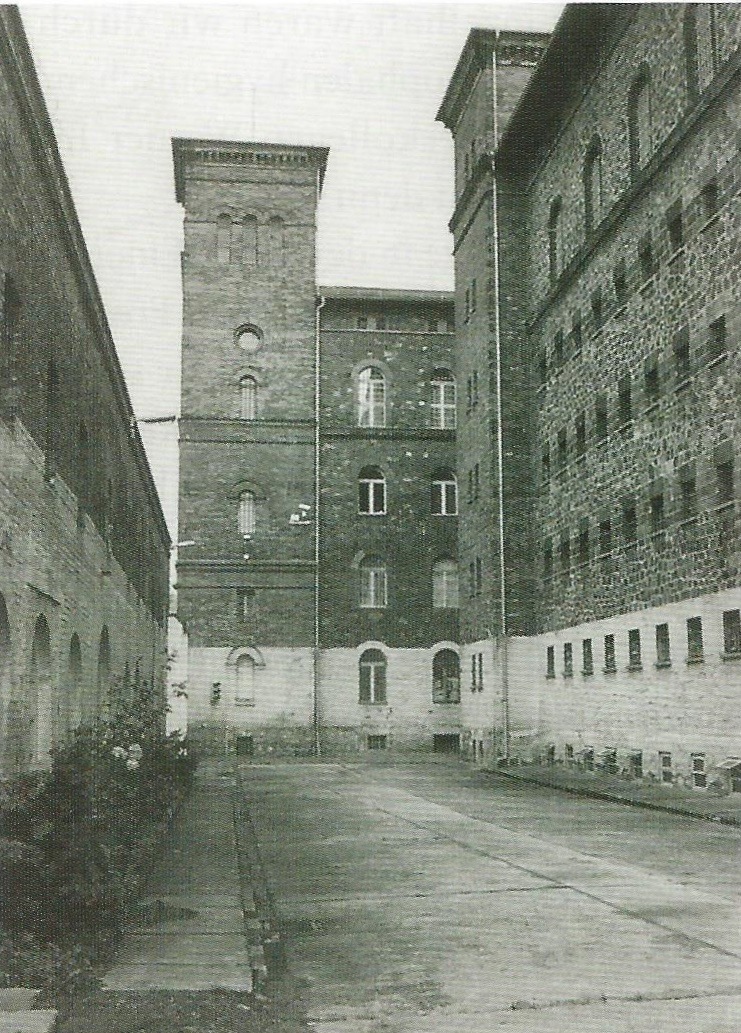
La prison de Roter Ochse de Halle-sur-Saale, 1990

Auguste Gerhards raconte que, à la date de l'exécution de Théo Gerhards, le vendredi 29 octobre 1943, c‘était Ernst Reindel qui a occupé le poste de bourreau à la prison de Halle. Reindel venait de Gommern et amenait avec lui trois garçons bouchers qui se tenaient à côté de lui comme valets d’exécution. Père et grand-père avaient déjà été bourreaux.
Sur les 16 500 condamnations à mort exécutées pendant la période du national-socialisme entre 1933 et 1945, 11 881 sont l'œuvre de trois bourreaux : Johann Reichhart seul à Munich, Ernst Reindel à Magdebourg et Wilhelm Röttger à Berlin. Röttger a fait deux fois plus d'exécutions que Reindel et Reichhart ensemble.
Au total, Reindel a procédé à au moins 600 à 700 exécutions. Il est arrêté fin mai 1945 par l'Armée rouge à Gommern et fusillé entre le 25 juillet 1945 et le 15 janvier 1946 à Brest.